# 王昌 (高麗王)
王昌（おう しょう、1380年9月6日 - 1389年12月31日）は第33代高麗王（在位：1388年 - 1389年）。前王王禑の子。昌王、允王。恭愍王の孫にあたる。
1388年に李成桂により王位に就けられ、翌1389年直ちに廃位、父とともに殺された。享年10。2人の死により、祖父である恭愍王直系の血筋は途絶えた。
『高麗史』（1451年成立）では父・王禑が寵臣辛旽の子であり、王昌も正統な王位継承者ではなく、王位を禅譲された李氏朝鮮の太祖李成桂が妥当な王位継承者とされているが、この記述は疑わしいこととされている。
なお、父とともに辛旽の血を引く偽の王族として王位継承権を否定されたために辛昌とも呼ばれている。